# Dadou
Der Dadou ist ein Fluss in Frankreich, der im Département Tarn in der Region Okzitanien verläuft. Er entspringt im Gemeindegebiet von Saint-Salvi-de-Carcavès, entwässert generell in westlicher Richtung und mündet schließlich nach 116 Kilometern zwischen Ambres und Saint-Jean-de-Rives als rechter Nebenfluss in den Agout.

## Orte am Fluss
- Saint-Salvi-de-Carcavès
- Saint-Lieux-Lafenasse
- Réalmont
- Laboutarie
- Graulhet
- Briatexte

## Nebenflüsse
(Reihenfolge in Fließrichtung)
| Linke Nebenflüsse: - Dadounet (15 km) - Bardes (15 km) - Aze (15 km) - Bezan (12 km) | Rechte Nebenflüsse: - Ambias (12 km) - Oulas (24 km) - Lézert (16 km) - Assou (37 km) - Agros (19 km) |